# Media Lovin' Toolkit
Media Lovin' Toolkit（MLT）是一款开源多媒体框架，为电视广播设计开发。它为广播电台、视频编辑器、媒体播放器、转换器、web 串流及许多其他类型的程序提供了工具集。该系统的功能通过各种各样的现成的工具、XML创作组件和可扩展的基于插件的API提供。
该框架被Kdenlive、OpenShot和Shotcut以及其他视频编辑器所使用。

## 技术概况
MLT提供了一个依存性最低的API（POSIX和C99）。其设计是模块化的，以允许加入新组件并易于与其他多媒体库和应用程序整合。其支持可以通过创作和控制基于时间的多媒体，包括歌单、多轨追踪、滤镜，以及用文档对象模型转换取得。
高级语言绑定存在于C++、Java、Lua、Perl、PHP、Python、Ruby和Tcl。MLT利用多核心处理器和GPU处理。
MLT有一种模块化的设计支持多种库，如FFmpeg和Jack。通过FFmpeg，MLT能支持几乎所有的音视频格式并带有优化操作。音视频特效包括图像缩放、alpha合成、反交错、遮罩、动作追踪、音频混合、音频增强和擦拭转换。
其他特性包括：
- 包括HD的输出对象/轮廓的选择
- 使用FFV1无损编辑最大4K分辨率视频[3]
- XML创作schema
- 用于模块的文档、服务及参数的基于YAML的元数据和schema
- 通过FFmpeg直播IP串流
- 命令行程序：melt
- 全面的客户端–服务器协议和用于播放计划的API
- 基于MLT视频控制协议（MLT Video Control Protocol，MVCP）的dv1394d的工作和基于SGI MVCP的设计